# Сулейман Челебі
Сулейман Челебі (Шляхетний) (тур. Gıyas ud-dünya ve d-Daula Süleyman Khan (1377 — 17 лютого 1411) — бей Айдина, Каресі та Сарухана (1396-1402), правитель османського міжцарства (правив у європейських володіннях) (1402/03-1411).

## Ранні роки
Сулейман Челебі був другим сином османського султана Баязида (1389-1402). Брав активну участь у військових компаніях свого батька на Балканах і в Малій Азії. У 1396 році після загибелі свого старшого брата Ертогрула Челебі Сулейман отримав у володіння від батька бейлики Айдин, Каресі і Сарухан, нещодавно включені до складу Османської держави.
У вересні 1396 року принц Сулейман, який бився під командуванням Баязида блискавичного, брав участь у розгромі війська європейських хрестоносців у битві під Нікополем на Дунаї. Командував румелійською кіннотою на правому фланзі османської армії.
У липні 1402 року Сулейман Челебі командував лівим флангом турецької армії в знаменитій битві Баязида з середньоазійським еміром-завойовником Тамерланом під Анкарою. Ангорська битва закінчилася нищівною поразкою османської армії. Тамерлан, розгромивши фланги противника, повністю оточив головні сили турецького війська. Султан Баязид блискавичний, хоробро оборонявся, був узятий в полон і в наступному році помер. Після перемоги під Анкарою Тамерлан завоював і спустошив всі османські володіння в Малій Азії (Анатолії). В кінці 1403 року Тимур покинув Анатолію, повернувши самостійність бейликам Айдин, Герміян, Караман і ряду інших в минулому самостійних областей, що увійшли згодом до складу Османської держави. Частину османських володінь Тамерлан залишив за династією Османа, розділивши її між чотирма синами Баязида.